# Hylomys
Hylomys (Gimnurii mici) este un gen de mamifere insectivore din familia erinaceide asemănătoare cu chițcanii sau cu șobolanii, răspândite în sud-estul Asiei. Au botul ascuțit, urechile bine dezvoltate, coada scurtă. Blana este păroasă. Caninii sunt mari; au patru premolari superiori.

## Specii
Genul Hylomys cuprinde 4 specii
- Hylomys engesseri Mein & Ginsburg, 1997 (fosilă)
- Hylomys megalotis Jenkins & M. F. Robinson, 2002
- Hylomys parvus Robinson & Kloss, 1916
- Hylomys suillus Müller, 1840